# Broken Home
Broken Home er en sang, single og musikvideo fra Papa Roach. Broken Home handler om skilsmisse og hvordan dette kan ramme eventuelle børn. Forsangeren, Jacoby Shaddixs, forældre blev selv skilt da han var 6 år, og det ramte ham hårdt.

## Chart performance
| Chart (2000–2001)                     | Peak Position |
| ------------------------------------- | ------------- |
| Austrian Singles Chart                | 42            |
| German Singles Chart                  | 34            |
| Swiss Singles Chart                   | 96            |
| U.S. Billboard Modern Rock Tracks     | 9             |
| U.S. Billboard Mainstream Rock Tracks | 18            |